# مقهى الفيشاوي
مقهى الفيشاوي هو أحد مقاهي القاهرة الشهيرة ويقع بحي الأزهر ويعد من أقدم مقاهي القاهرة، حيث يرجع تاريخ إنشائه إلى عام 1797م. اتخذ المقهى شهرته وبريقه، بفضل الأديب المصري العالمي نجيب محفوظ الذي كان «الفيشاوي» مقهاه المفضل، حيث شهد المقهى الكثير من المسودات الأولى لرواياته، وكان بمثابة فضاء حي يلتقي فيه أصدقاءه ومحبيه من الكتاب والفنانين وبسطاء الناس.

## الموقع
يقبع المقهى في أحد الأزقة الضيقة المتاخمة لمسجد الإمام الحسين بمنطقة الأزهر، في قلب القاهرة الفاطمية، بمنطقة خان الخليلي. ويرتاده مزيج من المصريين والسياح العرب والأجانب من كل الجنسيات الذين يبهرهم جو المقهى الشرقي الخالص، بموائده الخشبية المشغولة، ومقاعده الأشبه بالأرائك العربية الوثيرة، والمرايا المعلقة على جوانبه ذات الأطر الخشبية المشغولة بالصدف.
ورغم أن «خان الخليلي» أصبح مليئا بعدد لا حصر له من المقاهي، ذات المستويات المختلفة، وبعضها يطل على مسجد الإمام الحسين، والبعض الآخر يطل على شوارع رئيسية، إلا أن أحدا منها لم يستطع أن ينافس «الفيشاوي» في شهرته، حتى أنك تجد بعض المقاهي الأخرى خاوية على عروشها، وعمالها يدعون الزبائن للجلوس بشتى الطرق، فيما قد لا تجد كرسيا خاليا في «الفيشاوي» وقد تضطر للانتظار لبعض الوقت حتى تخلو أي مائدة.
يشتهر المقهى بالشاي الذي يقدمه، سواء الأسود منه أو الأخضر، حيث يقدم في إبريق معدني صغير، تفوح منه رائحة النعناع، على مائدة معدنية صغيرة، كما تقدم فيه النارجيلة (الشيشة) بنكهات مختلفة، وهو أكثر شيء يقبل عليه مرتادو «الفيشاوي» خاصة من الأجانب.

## التاريخ
بدأ مقهى «الفيشاوي»، ببوفيه صغير أنشأه الحاج فهمي علي الفيشاوي عام 1797 في قلب خان الخليلي ليجلس فيه رواد خان «الخليلي» من المصريين والسياح، واستطاع أن يشتري المتاجر المجاورة له، ويحولها إلى مقهى كبير ذي ثلاث حجرات.
أولى غرف المقهى غرفة «الباسفور» وهي مبطنة بالخشب المطعم بالأبنوس، وهي مليئة بالتحف والكنب العربي المكسو بالجلد الطوبي، وأدواتها من الفضة والكريستال والصيني، وكانت مخصصة للملك فاروق، آخر ملوك أسرة محمد علي، في رمضان، وكبار ضيوف مصر من العرب والأجانب.
وثاني الغرف أطلق عليها «التحفة» وهي اسم على مسمى، وهي مزينة بالصدف والخشب المزركش والعاج والأرابيسك والكنب المكسو بالجلد الأخضر وهي خاصة بالفنانين.
أما أغرب الحجرات فهي حجرة «القافية»، وكانت الأحياء الشعبية في النصف الأول من القرن العشرين تتبارى كل خميس من شهر رمضان في القافية، عن طريق شخص يمثلها من سماته خفة الظل وسرعة البديهة وطلاقة اللسان والسخرية، فكان يبدأ ثم يرد عليه زعيم آخر يمثل حيا آخر، ويستمران في المنازلة الكلامية حتى يسكت أحدهما الآخر.

## رواد المقهى
من أشهر رواد المقهى جمال الدين الأفغاني والشيخ محمد عبده والرئيس الجزائري بوتفليقة والرئيس اليمني علي عبد الله صالح، والرئيس السوداني الأسبق جعفر نميري، وعمرو موسى أمين عام جامعة الدول العربية الذي اصطحب معه عددا من وزراء الخارجية العرب. كما قامت إحدى المحطات التلفزيونية الفرنسية بالتسجيل مع الدكتور بطرس غالي الأمين العام الأسبق للأمم المتحدة بالمقهى كما يحرص العالم المصري الحائز على جائزة نوبل الدكتور أحمد زويل على زيارة المقهى كلما كان في القاهرة لتناول الشاي الأخضر. ومن زبائن المقهى من الفنانين، أم كلثوم ومحمد عبد الوهاب وعبد الحليم حافظ وفريد الأطرش وسميحة أيوب وكمال الشناوي وعزت العلايلي وفاروق الفيشاوي وليلى علوي ومحمود عبد العزيز ونور الشريف وعادل ادهم واحمد زكي ومحمد هنيدي ومنى زكي وحنان ترك واحمد السقا واحمد حلمي وغيرهم.

## معرض صور

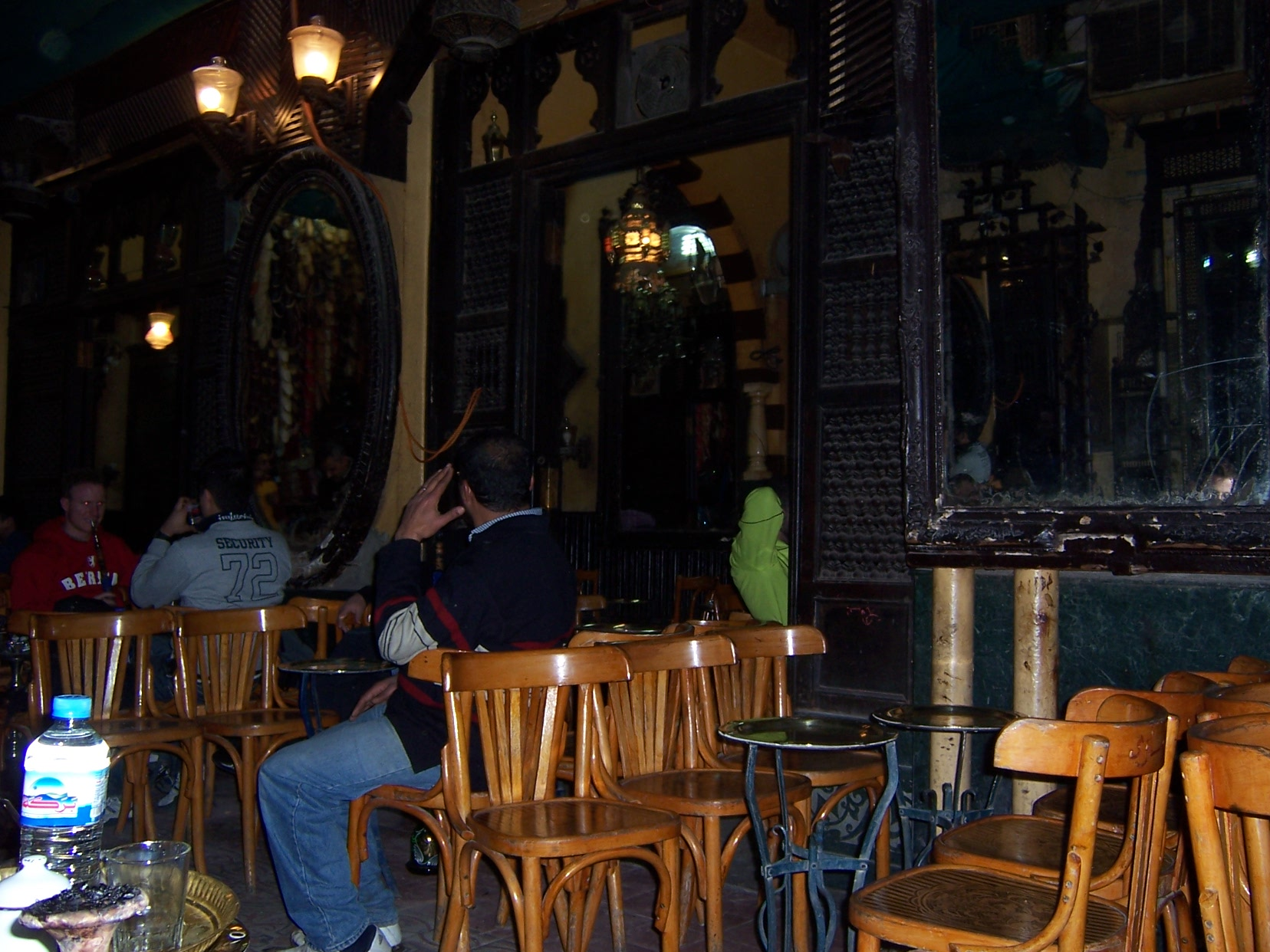
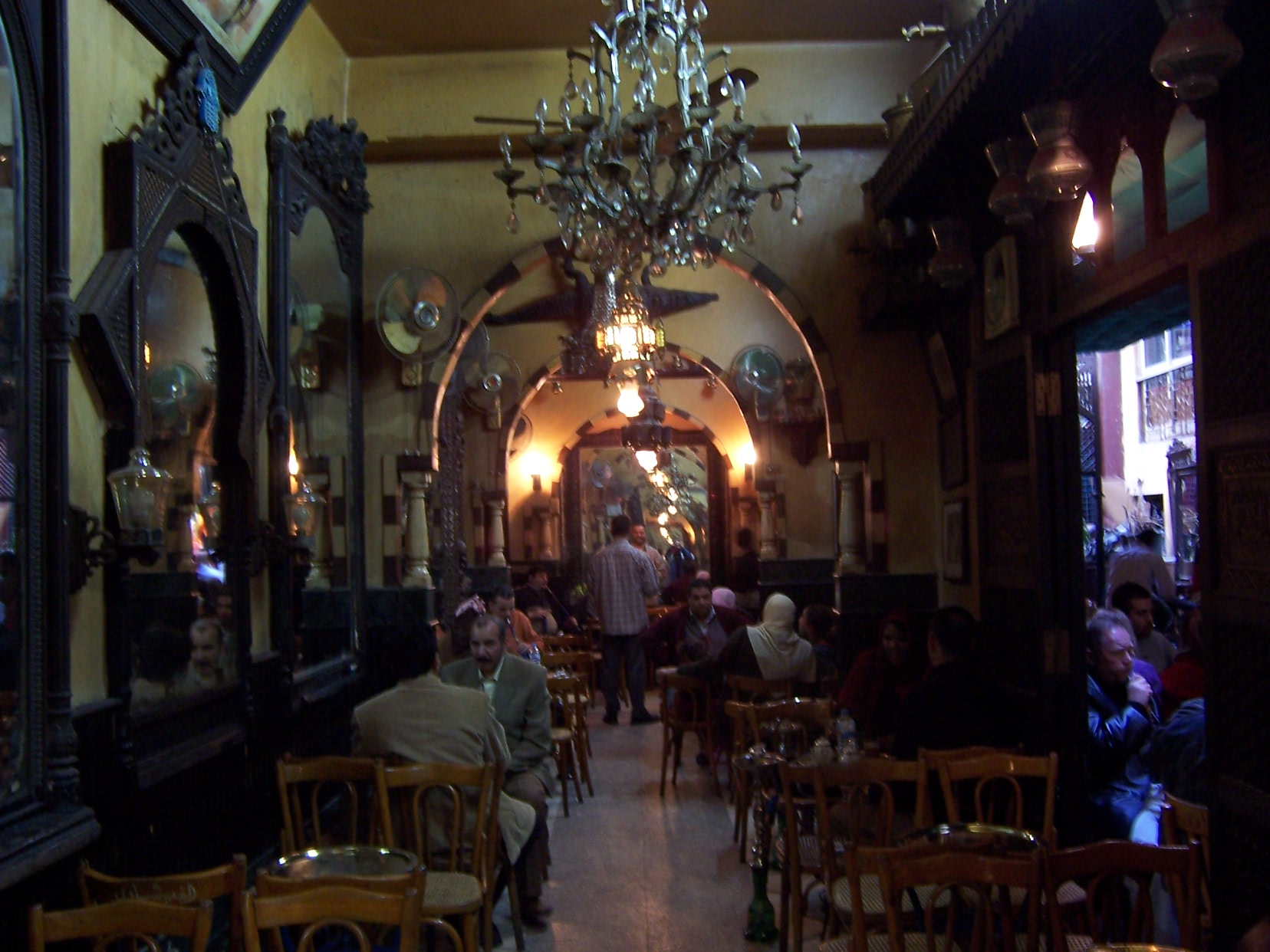
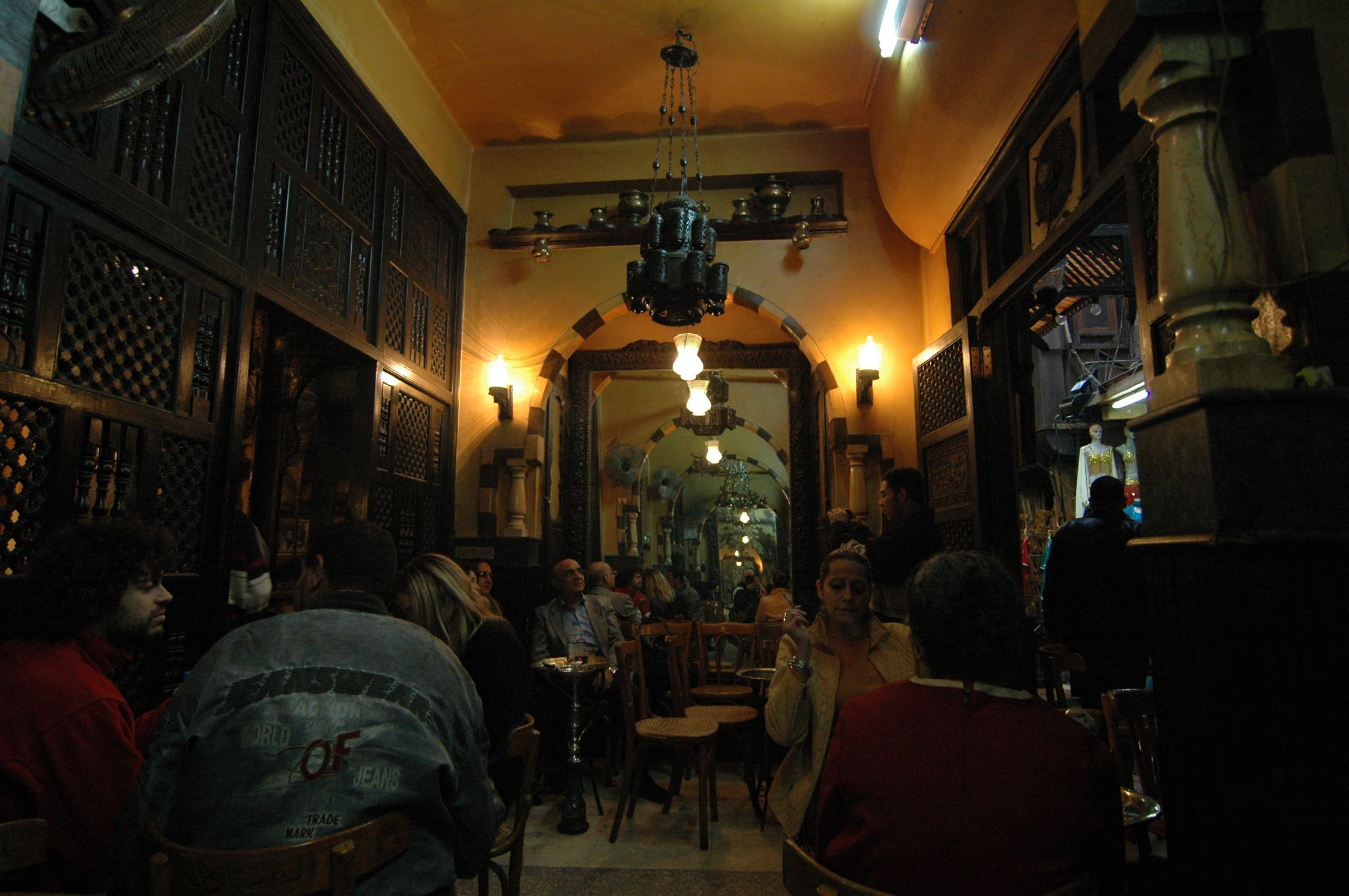